# Boac
Ne pas confondre avec la compagnie aérienne britannique BOAC
Boac est une ville de 1re classe, capitale de la province de Marinduque aux Philippines. Selon le recensement de 2020, elle est peuplée de 57 283 habitants (soit une augmentation de 8,3 % par rapport au recensement de 2010).

## Barangays

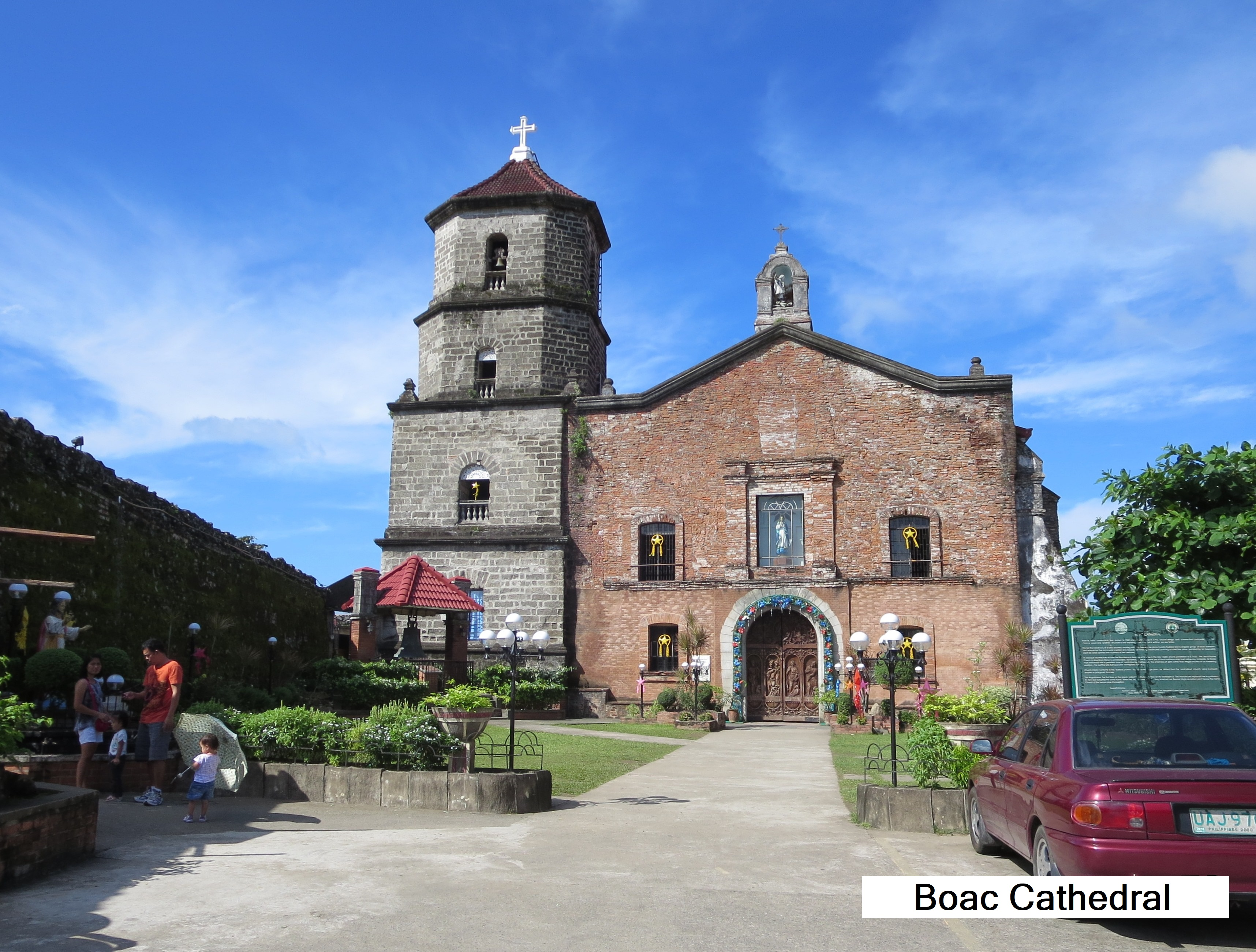
Cathédrale et forteresse de Boac

Boac est divisée en 61 barangays.
- Agot
- Agumaymayan
- Amoingon
- Apitong
- Balagasan
- Balaring
- Balimbing
- Balogo
- Bangbangalon
- Bamban
- Bantad
- Bantay
- Bayuti
- Binunga
- Boi
- Boton
- Buliasnin
- Bunganay
- Maligaya
- Caganhao
- Canat
- Catubugan
- Cawit
- Daig
- Daypay
- Duyay
- Ihatub
- Isok I
- Isok II
- Hinapulan
- Laylay
- Lupac
- Mahinhin
- Mainit
- Malbog
- Malusak
- Mansiwat
- Mataas Na Bayan
- Maybo
- Mercado
- Murallon
- Ogbac
- Pawa
- Pili
- Poctoy
- Poras
- Puting Buhangin
- Puyog
- Sabong
- San Miguel
- Santol
- Sawi
- Tabi
- Tabigue
- Tagwak
- Tambunan
- Tampus
- Tanza
- Tugos
- Tumagabok
- Tumapon

## Démographie
| Année | Habitants | Évolution |
| ----- | --------- | --------- |
| 1995  | 44 609    | -         |
| 2007  | 50 823    | 13,93 %   |
| 2010  | 52 892    | 4,07 %    |